# Epomops franqueti
Epomops franqueti är en däggdjursart som först beskrevs av Robert Fisher Tomes 1860.  Epomops franqueti ingår i släktet Epomops och familjen flyghundar. Inga underarter finns listade.
Arten blir 14 till 18 cm lång, saknar svans och har en vingspann av cirka 61 cm. Hannar är med 88 till 100 mm långa underarmar och en vikt av 123 till 158 g större än honor. De senare har 86 till 94 mm långa underarmar och en vikt av 78 till 130 g. Dessutom har hannar vid axeln ljusa hårtofsar som liknar epåletter. Pälsen på ovansidan är mörkbrun till orange och på buken förekommer vita hår. Liksom andra släktmedlemmar har Epomops franqueti stora läppar. Kännetecknande är upphöjda strukturer på gommen.
Denna flyghund förekommer i västra och centrala Afrika. Utbredningsområdet sträcker sig från Elfenbenskusten i väst till Sydsudan och Uganda i öst samt till norra Angola och norra Zambia i syd. Arten vistas i regnskogar och i öppna landskap med trädgrupper. Individerna bildar vid viloplatsen små flockar.
Individerna är aktiva på natten men de vaknar ofta på dagen. För kommunikationen mellan individerna finns olika läten. Som andra flyghundar äter arten främst frukter som kompletteras med några blommor. Honor kan vara brunstiga under olika årstider. Annars är inget känt om fortplantningssättet.
Epomops franqueti jagas i Benin, Niger och Kongo-Kinshasa för köttets skull (bushmeat). Den betraktas som skadedjur på odlade frukter. Beståndet hotas regionalt av landskapsförändringar. Hela populationen anses vara stabil. IUCN kategoriserar arten globalt som livskraftig.